# Gaana
Gaana és un estil de música tàmil, originari de les regions locals de Chennai a l'Índia.
Les primeres cançons es van fer per lloar el record de les persones mortes i les seves biografies, i van evolucionar gradualment cap a cançons estratègiques de reformadors socials. Principalment les cançons es caracteritzen per una percussió viva, melodies de ritme ràpid a tres pulsacions. El principal origen de les cançons gaana va ser Chennai del Nord (vada chennai).
Isaivani és una de les cantants d'aquest estil.